# Алавидзе, Георгий Ермолаевич
Георгий Ермолаевич Алавидзе (1903—1980) — советский хозяйственный, государственный и политический деятель.

## Биография
Родился в 1903 году в селе Игорети. Член ВКП(б) с 1928 года.
С 1923 года — на хозяйственной, общественной и политической работе. В 1923—1955 гг. — студент Московского института инженеров водного хозяйства, на комсомольской, партийной работе в Шорапанском уезде, в ГПУ при СНК ССР Грузия, заместитель главного инженера, управляющий Грузинским отделением треста «Гидроэнергопроект», и. о. секретаря ЦК КП(б) Грузии по топливно-энергетической промышленности, народный комиссар коммунального хозяйства Грузинской ССР, председатель Государственной плановой комиссии при Совнаркоме/Совете Министров Грузинской ССР, заместитель министра мясной и молочной промышленности Грузинской ССР по строительству, 1-й заместитель министра пищевой промышленности Грузинской ССР, заместитель министра промышленности строительных материалов Грузинской ССР.
Избирался депутатом Верховного Совета Грузинской ССР 2-го созыва.